# Mesa Redonda

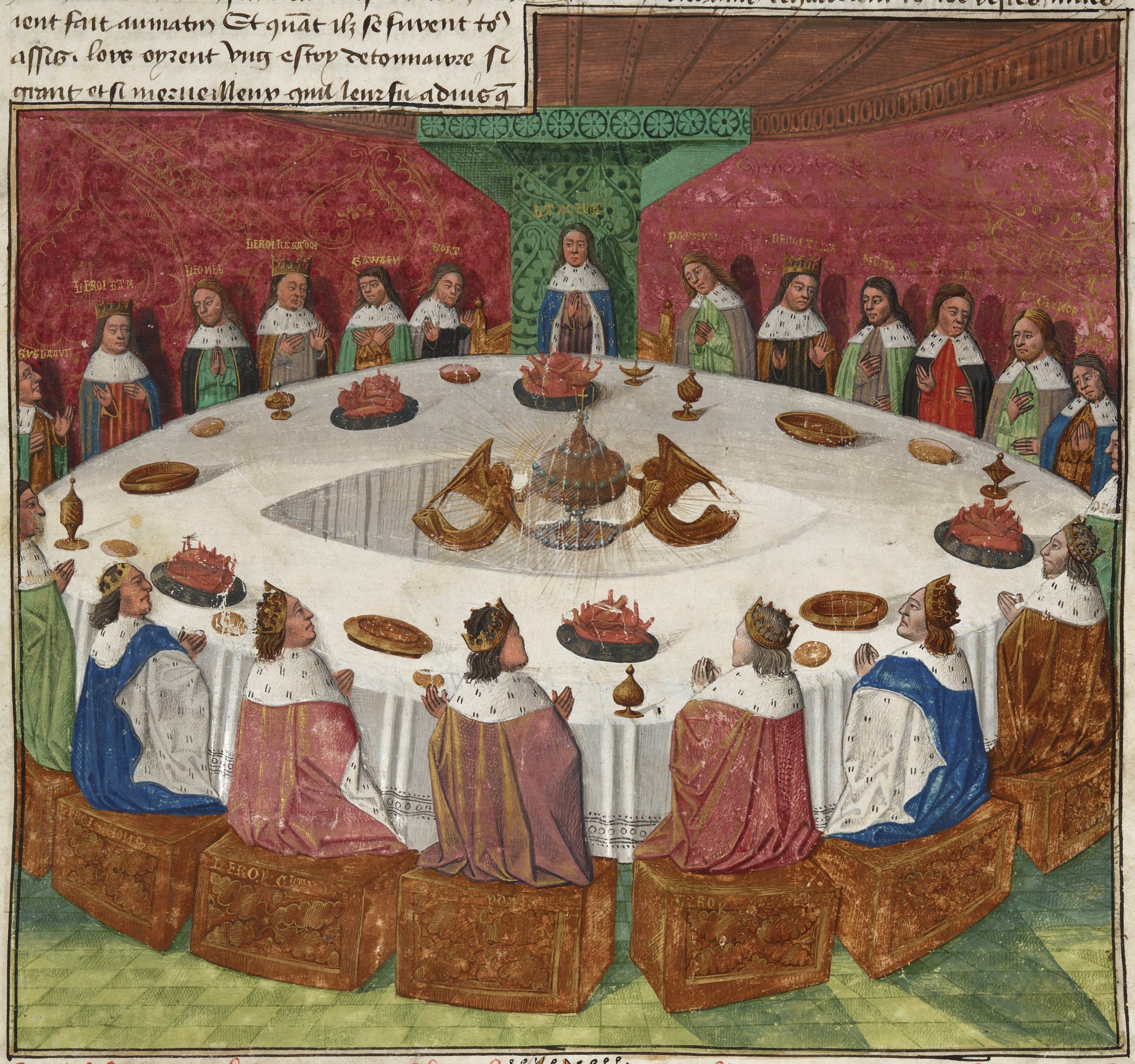
Los caballeros de la Mesa Redonda, ilustración anónima para el manuscrito Lanzarote-Grial, escrito por Michel Gantelet en 1470.

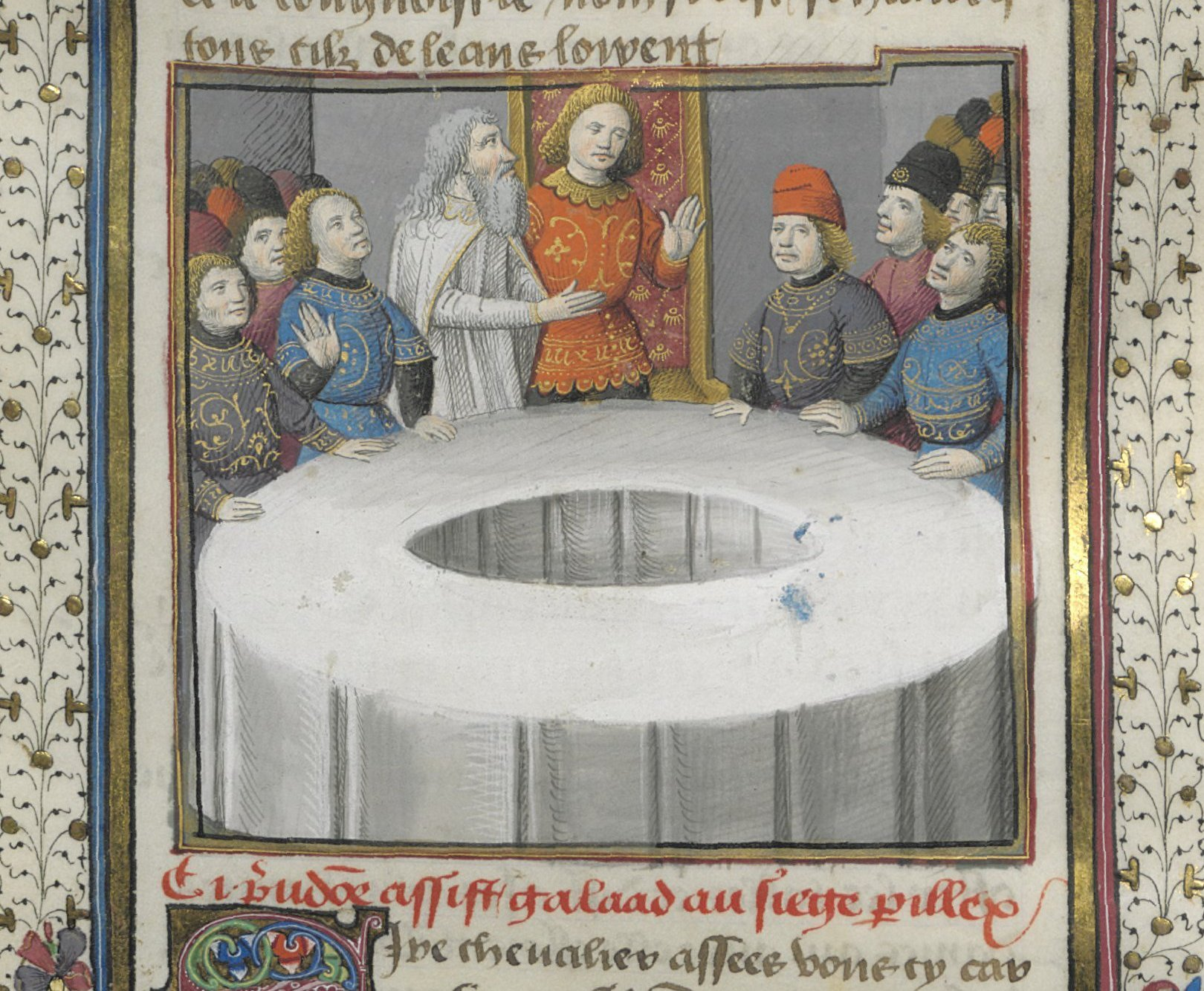
Sir Galahad toma el "Asiento peligroso".

En la leyenda del rey Arturo, la Mesa Redonda o Tabla Redonda era una mesa mística de Camelot alrededor de la cual el rey y sus caballeros se sentaban para discutir asuntos cruciales para la seguridad del reino. En algunas versiones, el mago Merlín también tenía un asiento.
La Mesa Redonda apareció en Roma por primera vez en el Roman de Brut en Robert Wace, si bien la idea de Arturo rodeándose con los mejores guerreros del mundo data de la Historia Regum Britanniæ de Godofredo de Monmouth y en los textos medievales galeses como Culhwch y Olwen y Trioedd Ynys Prydein. La historia más popular sobre el origen de la mesa aparece por primera vez en el Merlín de Robert de Boron, que fue adoptada por romances en prosa posteriores. En ella, la mesa fue creada por Merlín como imitación de la mesa del Grial de José de Arimatea, a su vez una imitación de la mesa de la Última Cena. En obras como el ciclo de Lanzarote en prosa, el ciclo post vulgata y La muerte de Arturo de Thomas Malory, la Mesa Redonda fue creada por el rey de Inglaterra, Uther Pendragon, que fue a parar a manos de su vasallo Leodegrance tras su muerte. Cuando Arturo sube al trono, recibe la mesa como un regalo cuando se casa con la hija de Leodegrance, Ginebra.
No hay ningún lugar privilegiado en una mesa redonda, por lo que ninguna persona sobresale del resto. Así, los caballeros que se reunían a su alrededor eran todos iguales y no había ningún «líder» como los de tantas otras mesas medievales. Hay indicios de otras disposiciones de asientos en círculo para evitar conflictos entre los antiguos grupos celtas. Sin embargo, podía inferirse la importancia de cada sitio en función del número de asientos que lo separaba del rey. Quizá en cada reunión el rey Arturo dejaba que sus caballeros se sentaran aleatoriamente sin saber dónde se sentaría él cada vez. El asiento peligroso estaba reservado a caballeros de corazón puro.
Hay muchas estimaciones diferentes del número total de caballeros de la Mesa Redonda. Si hubieran sido 25 caballeros, entonces el diámetro de la mesa tendría que haber sido de unos 8 m, que es una separación bastante grande para poder mantener una conversación educada. Si hubieran sido 100 caballeros, el diámetro habría subido a unos 30 m. Algunos estudiosos de este antiguo tema dicen que la mesa estaba construida en segmentos y tenía un centro hueco. De esta forma se habría ahorrado mucho material en su fabricación y se habría facilitado el servir comida a los caballeros. Dado que no se conserva ningún retrato de la Mesa Redonda de la época en la que se dice que Arturo reinó, todo el asunto es pura especulación.

## Imitación de la Mesa Redonda artúrica
La mesa redonda es una reunión de expertos para hablar sobre un tema en específico.
También inspirada en esta leyenda, «una combinación de justa, fiesta y baile» llamada una Mesa Redonda se celebraba como actividad organizada en imitación consciente del rey Arturo y su corte durante la Alta Edad Media. Los participantes vestían los atuendos de famosos caballeros como Lanzarote, Tristán y Palamedes. La primera ocurrencia documentada de esta celebración fue en 1223, cuando el señor cruzado de Beirut organizó una en Chipre en honor de la investidura como caballeros de sus hijos mayores.
Las Mesa Redonda fue una actividad aristocrática en toda Europa del siglo XIII al XV. Se tiene constancia de celebraciones en Francia entre 1235 y 1332. En Aragón se celebraron desde en 1269 en Valencia hasta en 1291 en Calatayud. Según R. S. Loomis «los papas y prelados clamaron contra estas frivolidades caras, peligrosas y a veces licenciosas, y negaron entierro cristiano a los que participaban.» Incluso las clases medias se vieron envueltas en este espectáculo. Otra fue organizada por los burgueses de Tournai en 1330.
Inglaterra llegó tarde a esta moda. Eduardo I celebró una en 1284 para celebrar su conquista de Gales y está registrado que organizó varias hasta tan tarde como 1304. Un artefacto que ha sobrevivido de esta fiebre en Inglaterra es la «Mesa Redonda de Winchester» en el Gran Salón del castillo de Winchester. Esta mesa ha sido datada mediante dendrocronología a árboles cortados sobre 1275, época del reinado de Eduardo I, si bien no se ha demostrado aún un origen real. La actual «Mesa Redonda de Winchester» fue pintada en 1522 por orden del rey Enrique VIII. Los lugares a la mesa fueron divididos con paneles verdes y blancos alternados que llevan escritos en oro el nombre de cada caballero. Sin embargo, se pintó el retrato de Enrique VIII en el lugar del rey Arturo y la rosa roja de los Tudor adorna el centro de la mesa. En 1345, una Mesa Redonda en Inglaterra llevó a la fundación de una orden de 300 caballeros, que más tarde se convertiría en la Orden de la Jarretera